# 如鳳凰升起
如鳳凰升起（英語：Rise Like a Phoenix）是奧地利歌手孔奇塔·沃斯特的歌曲。由沙爾利·曼森（Charly Mason）、乔伊·帕图尔卡（Joey Patulka）、阿力·扎科夫斯基（Ali Zuckowski）和朱利安·马斯（Julian Maas）共同創作。於2014年3月18日透過奧地利廣播集團底下公司發行單曲，收錄在沃斯特首張專輯《處女秀》。歌曲代表奧地利參與2014年在丹麥哥本哈根舉辦的2014年歐洲歌唱大賽，沃斯特最終以290分贏得比賽冠軍，是奧地利繼1966年後再度奪冠。
歌曲奪下奧地利Ö3四十強音樂榜冠軍，並以等價銷售超過3萬張獲得國際唱片業協會奧地利分會白金唱片認證。

## 製作與發行
如鳳凰升起由沙爾利·曼森（Charly Mason）、乔伊·帕图尔卡（Joey Patulka）、阿力·扎科夫斯基（Ali Zuckowski）和朱利安·马斯（Julian Maas）共同創作，歌曲時長3分1秒，每分鐘82拍以d小調創作，孔奇塔·沃斯特的演唱音域位在G4至A5之間。歌曲最早於2010年左右創作，由於歌曲的史詩氛圍和大多流行歌手不合，作品被冷凍起來。輾轉之下，奧地利廣播集團找到這首歌，製作團隊為配合比賽規定，將歌曲修剪成3分鐘。
正如歌曲名稱「如鳳凰升起」，其歌詞主要傳達不論歷經怎樣的困難都能重新站起來。沃斯特的經歷也讓她成為歌曲最佳的演唱者，扎科夫斯基表示沃斯特不僅用如此美妙的聲音詮釋它，更重要的是她的人生故事成就了歌曲。沃斯特接受採訪表示：「作為音樂家，我當然希望能為國家取得好成績，但同時也希望能改變整個歐洲的想法。我很高興能成為奧地利寬容與接納的代表，我想向眾人展示一個沒有仇恨也沒有歧視的世界，告訴他們可以隨心所欲過自己想要的生活，而且沒人因此受到傷害」。
為了發行歌曲，奧地利廣播集團找遍了全國各大唱片公司，但唱片公司拒絕了發行邀請，因為他們認為歌曲不會紅、賣不好。別無選擇的情況下，奧地利廣播集團只能透過底下公司發行。如鳳凰升起於2014年3月18日正式發行，眾人皆可透過網站免費下載歌曲，官方也同一天發布本作音樂錄影帶。

## 歐洲歌唱大賽

### 內部決定
在2011年至2013年間，奧地利廣播集團均透過國內選拔的方式選出代表。到了2014年，他們決定派出前年選拔亞軍孔奇塔·沃斯特，演出作品也採用內部決定，歌曲如鳳凰升起於2014年3月18日公布，並於《与星共舞》上首度演出。奧地利廣播集團的決定引起兩極反應，「拒絕孔奇塔·沃斯特出現歐洲歌唱大賽」的頁面短短幾天湧入3萬8千名粉絲，抗議奧地利廣播集團不該在公眾沒有參與的情況下指派選手。沃斯特接受採訪表示廣播公司有權為比賽負責，再說2007年的奧地利代表艾瑞克‧巴皮拉亞也是內部決定。
除了奧地利，俄羅斯、白俄羅斯、烏克蘭、亞美尼亞等國家也對此決定有意見。俄羅斯和白俄羅斯的國家廣播公司甚至收到民眾請求剪掉沃斯特在比賽中的畫面，俄羅斯国家杜马議員維塔利·米洛諾夫稱其來自奧地利的變態，並呼籲抵制比賽。亞美尼亞選手Aram Mp3認為沃斯特並不自然，她該決定當個男人或女人。爭議產生後宣稱這只是個玩笑，沃斯特回應這一點都不好笑，但很高興他道歉了。

### 比賽表現

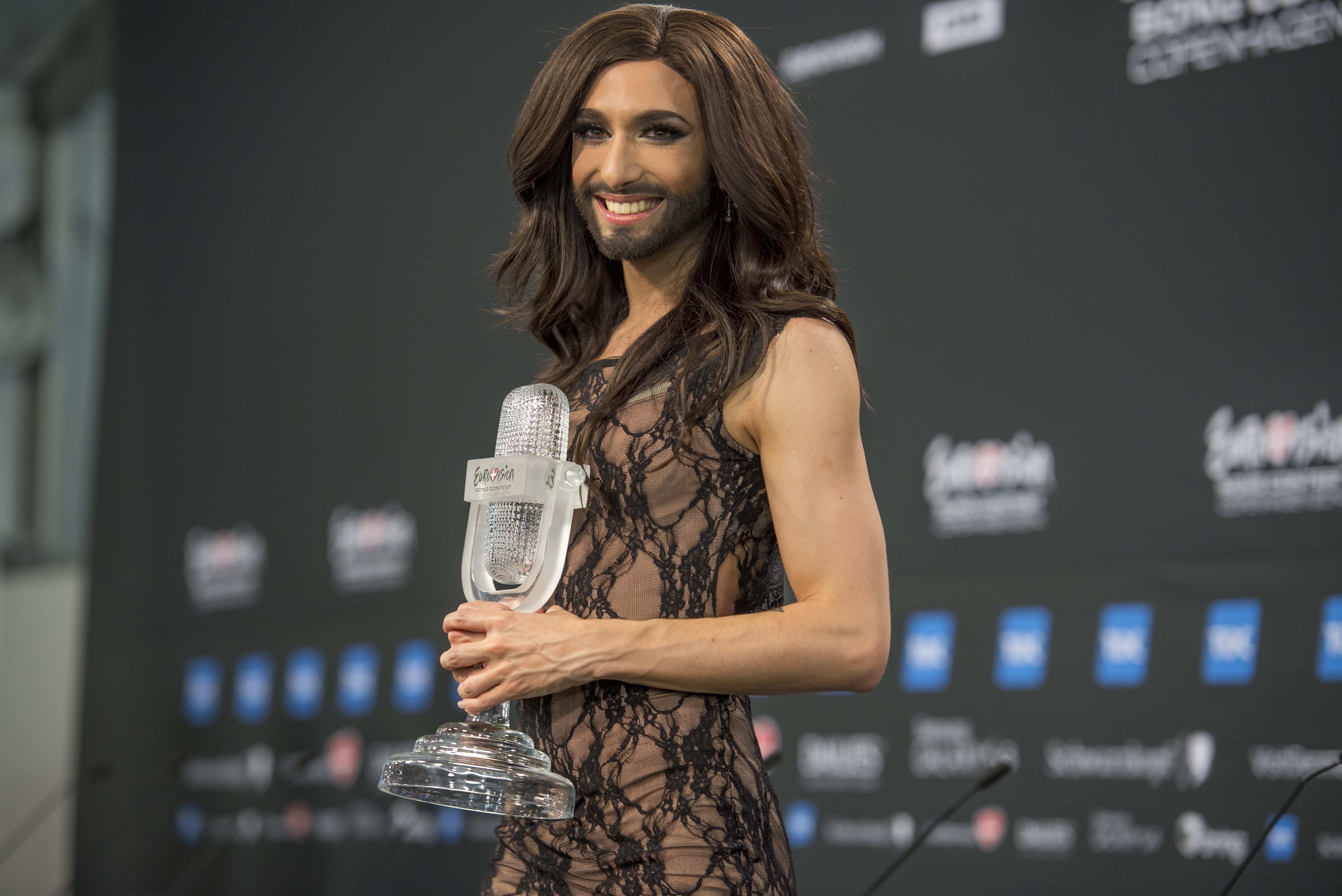
孔奇塔·沃斯特和冠軍獎盃「水晶麥克風」一同出現於冠軍記者會

本屆欧洲歌唱大赛於丹麥哥本哈根B&W Hallerne舉行，如鳳凰升起經過「半決賽分配抽籤」被安排在5月8日舉行的第二場半決賽（Semi-final 2）。煙霧環繞的黑暗舞台上，一束燈光照耀在穿著奶白色魚尾裙的孔奇塔·沃斯特身上，後方的巨型LED螢幕配合著歌詞，展示著翅膀形狀的火焰。沃斯特以169分獲得第二場半決賽冠軍，成功進入決賽。
沃斯特的演出廣受好評，憑藉其優異表現，如鳳凰升起獲頒馬塞爾·貝桑松獎「新聞獎」。Pitchfork將這場演出列為「十大奇怪絕倫歐洲歌唱大賽表演」之一。不只演出，服裝也獲得媒體盛讚。德国之声的記者西尔克·溫希（Silke Wünsch）表示這套金色禮服在鬍子的襯托下顯得格外動人。英國《衛報》評為「最引人注意的造型之一」。愛爾蘭廣播電視譽為「比賽最佳造型時刻之一」。英國《每日电讯报》和將其列為「最難忘的比賽造型之一」。
決賽於5月10日舉行，沃斯特的決賽演出序位被安排在第11。最終，如鳳凰升起以290分獲得2014年歐洲歌唱大賽冠軍。這是奧地利時隔48年，繼1966年後再度斬獲冠軍。雖然比賽不允許政治聲明，但德国之声的納迪婭·索爾玆（Nadja Scholz）認為此次勝利象徵著歐洲社會比許多人想像的更加開放。

## 專業評價

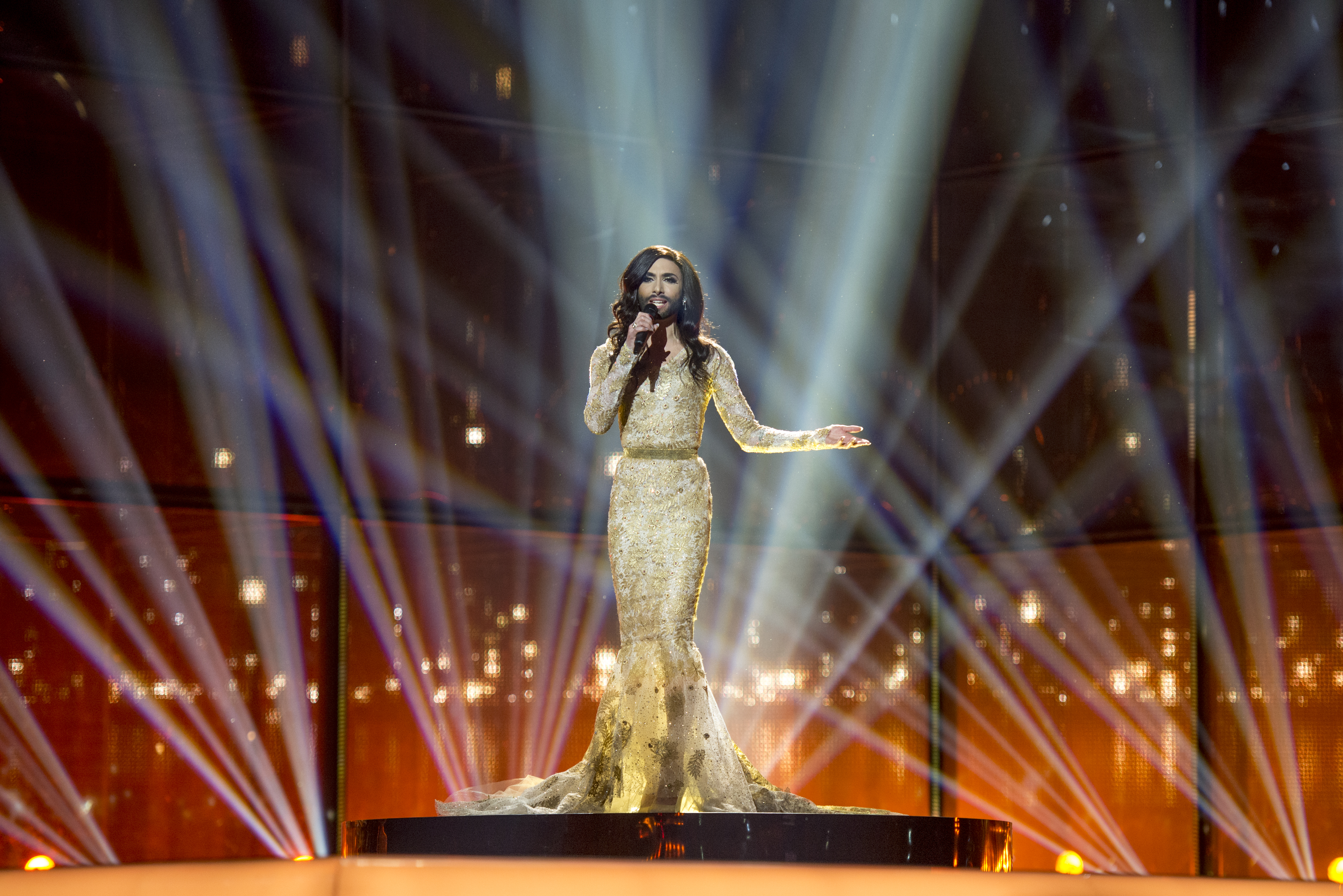
孔奇塔·沃斯特在2014年歐洲歌唱大賽

瑞士《CR雜誌》和英国广播公司的評論員們皆稱讚歌曲美麗動人，具備奪冠所需的華麗元素和戲劇性，更不用說沃斯特的演繹宛如雪莉·貝西唱著金手指。Wiwibloggs根據內部評審團評價給予歌曲7.31/10分，評審團認為其風格、歌詞和歌名獨樹一職，是奧地利近年來最厲害的歌曲。在2010年代的評選中，本作分數上升至8.5/10分，評審團評價雖然其他前三選手有資格獲勝，但決賽當晚是屬於沃斯特的，正如賽後感言「我們勢不可擋」，其強大且令人振奮的能量使其成為永恆的經典。奧地利《The Gap》將如鳳凰升起排在「百首最重要的奥地利流行歌曲」列表第10名，編輯們稱奧地利一直都不是歐洲歌唱大賽的熱門選手，直到孔奇塔·沃斯特的出現，很難說究竟是沃斯特的優異演出還是歐洲人民對政治願景的期待才讓奧地利奪冠。
如鳳凰升起登上多個歐洲歌唱大賽歌曲評選。Smooth Radio評選歌曲為「歷年來最佳的20首歐洲歌唱大賽歌曲」第15名。英國《地铁报》將歌曲選為「過去10年來最受歡迎的歐洲歌唱大賽歌曲」第11名，表示：「如果說過去十年，有能夠代表團結與接受的歐洲歌唱大賽歌曲，無疑是如鳳凰升起」。將歌曲列為「2010年代百大歐洲歌唱大賽歌曲」第83名，評論稱這是首偉大的作品，如鳳凰升起有著约翰·巴瑞、雪莉·貝西時期的經典007管弦樂，它不僅耀眼奪目，其中蘊含的聲樂技巧更是沃斯特完美理想的演出載體。英國《獨立報》的班·凱利（Ben Kelly）將歌曲列在「歷屆歐洲歌唱大賽冠軍歌曲排行」第3名，稱沃斯特有著你想在比賽看到的一切，戰勝逆境的主題配上戲劇化的管弦配樂令人起雞皮疙瘩，它不僅媲美最好的007主題曲，更是最雋永的冠軍。而在英國《衛報》的「歷屆歐洲歌唱大賽冠軍歌曲排行」中，記者亚历克西斯·佩特里蒂斯（Alexis Petridis）將其排在第9名，佩特里蒂斯表示很難不懷疑創作者們借鏡，但沃斯特的演出超越一切。在荷蘭公共廣播公司NPO Radio 2的民調中，如鳳凰升起根據14國調查排名第8。

## 商業成績
如鳳凰升起首周空降奧地利Ö3四十強音樂榜第51名。賽後，歌曲重回榜單並拿下冠軍。它排在2014年度排名第19名，累積售出超過3萬張單曲獲頒國際唱片業協會奧地利分會白金唱片認證。
歌曲也登上其他國家音樂排行榜。它排在《告示牌》榜上第13名，登上比利时佛兰德、丹麥、芬蘭、德國、匈牙利、冰島、愛爾蘭、盧森堡、荷蘭、西班牙、瑞士等國排行前十。根據尼爾森音樂（Nielsen Music）在2016年的報告，如鳳凰升起是歷屆冠軍下載量第8名的作品。

## 參與名單
來源：Qobuz
- 大衛·布朗納（David Bronner） – 製作人
- 朱利安·马斯（Julian Maas） – 詞曲創作
- 阿力·扎科夫斯基（Ali Zuckowski） – 詞曲創作
- 孔奇塔·沃斯特 – 主藝人
- 賽巴斯汀·阿爾芒（Sebastian Arman） – 製作人
- 沙爾利·曼森（Charly Mason） – 詞曲創作
- 乔伊·帕图尔卡（Joey Patulka） – 詞曲創作
- 多羅·巴丹特（Doro Badent） – 製作人

## 排行和銷量認證
| 排行榜（2014年）                             | 排名 |
| -------------------------------------------- | ---- |
| 奧地利（Ö3四十強單曲榜）                     | 1    |
| 比利时佛兰德（Ultratop單曲榜）               | 8    |
| 比利時瓦隆（Ultratop單曲榜）                 | 19   |
| 丹麥（Hitlisten）                            | 6    |
| 歐洲（《告示牌》Euro Digital Song Sales）    | 13   |
| 芬蘭（芬蘭官方下載榜）                       | 2    |
| 芬蘭（芬蘭官方電台榜）                       | 81   |
| 法國（法國唱片出版業公會單曲榜）             | 39   |
| 德國（德國官方單曲榜）                       | 5    |
| 匈牙利（四十強單曲榜）                       | 9    |
| 冰島（RÚV）                                  | 8    |
| 愛爾蘭（愛爾蘭唱片音樂協會单曲榜）           | 10   |
| 意大利（意大利音乐产业联盟）                 | 26   |
| 盧森堡（《告示牌》Luxembourg Digital Songs） | 2    |
| 荷蘭（荷蘭四十強榜外單曲榜）                 | 10   |
| 荷蘭（百大單曲榜）                           | 3    |
| 蘇格蘭（官方榜单公司單曲榜）                 | 18   |
| 西班牙（西班牙音樂製作協會）                 | 8    |
| 瑞典（瑞典最熱榜）                           | 27   |
| 瑞士（瑞士热门音乐榜）                       | 2    |
| 英國（官方榜单公司單曲榜）                   | 17   |
| 英國（官方榜单公司獨立榜）                   | 1    |

| 榜單（2014年）           | 排名 |
| ------------------------ | ---- |
| 奧地利（Ö3四十強單曲榜） | 19   |

| 國家或地區                         | 認證 | 認證單位/銷量 |
| ---------------------------------- | ---- | ------------- |
| 奧地利（國際唱片業協會奧地利分會） | 白金 | 30,000*       |
| *僅含認證的實際銷量                |      |               |

## 外部連結
- YouTube上的孔奇塔·沃斯特在決賽的演出

| 奖项与成就        | 奖项与成就              | 奖项与成就             |
| ----------------- | ----------------------- | ---------------------- |
| 前任者： · 丹麦 · | 歐洲歌唱大賽冠軍 2014年 | 繼任者： · 瑞典 · 英雄 |